# Concordia (Coahuila)
Concordia es una localidad del estado mexicano de Coahuila. Es parte del municipio de San Pedro.

## Demografía
| Gráfica de evolución demográfica |
|                                  |

| Censo | Población |
| ----- | --------- |
| 1900  | 541       |
| 1910  | 1 105     |
| 1921  | 1 244     |
| 1930  | 818       |
| 1940  | 1 136     |
| 1950  | 2 264     |
| 1960  | 2 566     |
| 1970  | 2 742     |
| 1980  | 3 408     |
| 1990  | 7 194     |
| 2000  | 6 624     |
| 2010  | 7 858     |
| 2020  | 7 972     |